# 독전
《독전》은 2018년 5월 22일에 개봉한 대한민국의 영화이다. 2012년 두기봉 감독의 영화 《마약 전쟁》을 리메이크한 작품이다.

## 줄거리
마약 조직을 소탕하려는 형사 원호는 '미스터 리'라 불리는 거물 마약상의 실체를 쫓는다. 미스터 리는 누구에게도 모습을 드러낸 적이 없어, 많은 마약 거래자들이 그의 이름을 사칭한다. 폭발 사고에서 살아남은 오연옥을 통해 원호는 과거 미스터 리의 조직원이었던 락을 만나게 된다. 락은 어머니의 죽음과 자신의 반려견이 처한 비참한 상황에 복수하기 위해 원호와 손을 잡는다.
락과 원호는 미스터 리를 사칭하는 하림과의 만남을 계획하고, 하림의 행동을 모방해 또 다른 범죄자 박선창을 속이려 한다. 원호는 하림을 흉내 내 미스터 리인 척 연기하지만, 선창이 준 마약을 거절하지 못하고 복용하게 된다. 약물 부작용으로 위기에 처하지만, 원호는 팀원들의 도움으로 벗어난다.
원호 팀은 하림으로부터 마약 제조 재료를 확보하고, 락은 이를 농아 마약 제조자들에게 전달한다. 그러던 중 브라이언이라는 새로운 인물이 등장한다. 원호는 브라이언을 주시하다 락이 입양아라는 사실을 알게 된다. 한편, 브라이언은 선창이 자신과 직접 만난 것에 대해 분노하고, 하림의 여자친구 보령이 들이닥친다. 원호와 락이 마약을 빼돌리려던 중 하림과 격투가 벌어지고, 그 과정에서 원호는 부상을 입고 하림은 락에게 살해당한다. 마약 제조 현장에서는 폭발 사고가 일어나 원호 팀원 한 명이 사망하고, 보령은 약물 과다 복용으로 죽는다.
팀원의 죽음에 슬퍼하면서도 원호는 브라이언이 미스터 리라고 확신하고 그를 잡으려 한다. 락은 선창에게 납치되어 죽을 위기에 처하지만, 원호는 브라이언과 그의 부하들과 격투를 벌인다. 락은 브라이언을 납치해 자신의 반려견과 같은 상태로 만든 뒤, 자신이 진짜 미스터 리임을 밝힌다. 브라이언은 락의 어머니를 죽게 한 폭발 사고의 원흉이었던 것이다.
부상당한 원호는 락과 브라이언을 찾아 헤매다 심하게 다친 브라이언을 발견한다. 락의 반려견 라이카를 통해 락의 위치를 추적한 원호는 농아 마약 제조자들과 함께 있는 락을 발견한다. 원호는 락이 진짜 미스터 리임을 알고 있지만, 그와 마주앉아 커피를 마신다. 원호는 락에게 인생에서 행복했던 적이 있었는지 묻고, 집 밖으로 카메라가 이동하며 총성이 울린다. 누가 총에 맞았는지는 불분명하게 끝이 나지만, 확장판과 후속편에서는 락이 죽은 것으로 나온다.

## 캐스팅
- 조진웅: 조원호 역 - 마약 조직의 수장인 '李선생'을 쫓는 독한 신념의 형사. 본작의 주인공.
- 류준열: 서영락 역 - 李선생의 계획으로 모친을 잃고 아끼는 개는 큰 화상을 입은 조직의 일원. 본작의 서브 주인공.
- 김주혁: 진하림 역 - 중국의 거물 마약상. 본작의 서브 빌런이자 중간 보스.
- 차승원: 브라이언 리 역 - 원호의 수사 리스트 상에 없던 미스테리한 인물. 본작의 메인 빌런이자 최종 보스.
- 김성령: 오연옥 역 - 연옥페인트 대표이사로 영화 초반, 이선생에 대한 정보를 제공하는 인물
- 박해준: 박선창 역 - 李선생 수하의 마약 조직원
- 진서연: 보령 역 - 중국의 거물 마약상 '진하림(김주혁)'의 아내. 방울이.
- 김동영: 농아남매 동영 역 - 마약을 만드는 천재 마약제조남매 중 오빠, 농아.
- 이주영: 농아남매 주영 역 - 마약을 만드는 천재 마약제조남매 중 여동생, 농아.
- 남문철: 최정태 부장 역
- 서현우: 이정일 역
- 강승현: 김소연 역
- 정준원: 강덕천 역
- 정가람: 동우 역
- 금새록: 차수정 역
- 박성연: 수화통역사 역
- 이예은: 블랙머플러 역
- 이지민: 카트직원 역
- 윤석호: 어린 서영락 역
- 아잔: 혼혈 락 역
- 박은영: 육필순 역
- 김태준: 영배 역
- 나기수: 이학승 역
- 박현지: 응급실 의사 역
- 현영균: 문지기 사복 역
- 윤재인: 앵커 역
- 금광산: 하림부하 역
- 황보정일: 하림부하 역
- 윤종인: 하림부하 역
- 임욱진: 하림부하 역
- 문상현: 하림부하 역
- 김선우: 하림부하 역
- 김태현: 하림부하 역
- 김대근: 하림부하 역
- 안대웅: 하림부하 역
- 이유태: 하림부하 역
- 서문호: 하림부하 역
- 이정호: 하림부하 역
- 박장진: 하림부하 역
- 유문치: 하림부하 역
- 오현석: 브라이언 수행원 역
- 정종우: 브라이언 수행원 역
- 안성봉: 브라이언 수행원 역
- 김준형: 브라이언 수행원 역
- 권지간: 브라이언 수행원 역
- 차순형: 브라이언 수행원 역
- 한상철: 서영락 부 역
- 김누리: 서영락 모 역

## 수상
- 2018년 제55회 대종상 남우조연상 - 김주혁
- 2018년 제55회 대종상 여우조연상 - 진서연
- 2018년 제39회 청룡영화상 남우조연상 - 김주혁
- 2018년 제39회 청룡영화상 청정원 인기스타상 - 진서연
- 2018년 제39회 청룡영화상 음악상 - 달파란
- 2018년 제5회 한국영화제작가협회상 여우조연상 - 진서연
- 2018년 제5회 한국영화제작가협회상 편집상 - 양진모
- 2018년 제5회 한국영화제작가협회상 음악상 - 달파란
- 2018년 제7회 대한민국 베스트스타상 베스트 조연상 - 진서연
- 2019년 제10회 올해의 영화상 여우조연상 - 진서연
- 2019년 제55회 백상예술대상 영화부문 남자 조연상 - 김주혁

## 참고 사항
- 류준열과 김주혁은 tvN 금토드라마 《응답하라 1988》 이후로 4개월만에 재회한다.
- 류준열과 임욱진은 영화 《더 킹》 이후로 2개월만에 재회한다.
- 남문철, 금광산과 강인서는 OCN 금토드라마 《38사기동대》 이후로 3개월만에 재회한다.

## 같이 보기
- 2018년 대한민국의 영화 목록
- 독전 2